# 権田修一
権田 修一（ごんだ しゅういち、1989年3月3日 - ）は、神奈川県川崎市生まれ、東京都世田谷区出身のプロサッカー選手。ポジションはゴールキーパー（GK）。元日本代表。

## プロ入り前
バスケットボール選手の両親を持つスポーツ一家で育つ。3、4歳のときに「サッカーをやらせると成長にいい」と聞いた母親に勧められたのがサッカーを始めたきっかけであった。小学校時は川崎市内のサッカークラブに所属していたため、GKとして川崎市選抜・神奈川県選抜に選ばれていた。当時のお気に入りはアメリカ代表のトニー・メオラ。ユースチーム加入時には、横浜F・マリノスと川崎フロンターレのユースチームにも合格し、さらに神奈川県選抜時の監督から湘南ベルマーレへの勧誘を受けていたが、小学校時に近所のサッカースクールにFC東京がコーチングスタッフを派遣しており、権田が浅野寛文GKコーチの指導に好印象を受けた事と、そのスクール生には観戦チケットがプレゼントされ、駒沢陸上競技場にてJ2時代のFC東京の試合を生観戦したことなどが決め手となり、FC東京U-15への入団を選択した。2003年のクラブユース選手権で優勝し日本一を経験。

## プロ入り後

### FC東京
2005年10月から2種登録選手としてトップチームの練習に帯同し始め、2007年からは国士舘高校に在学しながらFC東京トップチームに正式に昇格となった。FC東京初の「平成生まれの選手」でもある。同年シーズン終盤にはサブとして公式戦ベンチ入りも果たした。
ながらく塩田仁史の控えとして過ごしていたが、2009年1月下旬に塩田が虫垂炎及び麻痺性腸閉塞による長期離脱を強いられ、更に阿部伸行もコンディション不良が目立ったことから、権田が開幕スタメンに抜擢され公式戦デビューすることとなった。その開幕戦ではアルビレックス新潟に4失点、第2節も浦和レッドダイヤモンズに3失点で開幕2連敗と苦いデビューとなったが、第3節でJ1初昇格のモンテディオ山形に完封勝利し、第4節もジュビロ磐田に連続完封勝利を飾ると、それ以降はシュートに対する鋭い反応でチームに貢献。出場時間が規定に達しプロA契約選手となった。実質のデビューシーズンであったが、7月には全4試合を完封するなど(3勝1分)年間15完封 というJ1リーグの個人記録（タイ記録・当時） を達成し、チームの5位躍進に貢献。川崎フロンターレとのナビスコカップ決勝でもフル出場。チーム5年ぶりの優勝に貢献するとともにプロ初タイトルを獲得。無失点に抑え、当時の鬼武健二チェアマンからはMVP級の活躍だったと評価された。
2010年も開幕から引き続き正GKとし、3月はわずか1失点と好スタートを切ったが、4月以降は南アフリカワールドカップによる中断まで僅か1勝と低迷。中断明け後も10試合未勝利を記録するなど低空飛行を続け、自身も夏場は一時的に塩田にスタメンを譲ることもあった。ホームゲームでは僅か2勝(うち1つは国立霞ヶ丘競技場での試合)に終わり、最終節では既に降格が決まっていた京都に敗れJ2降格が決まった。
J2に降格して迎えた2011年は若手の代表として 副将を務めた。シーズン当初はレギュラーで出場していたが、ロンドンオリンピック予選の招集を機に 塩田にレギュラーを奪われ、A代表選手がクラブでは控えという状況にもなった。シーズン終盤に差し掛かり再び正GKの座を奪取。塩田とのポジション争いは1年を通して続いた 。J2では力の差を見せつけ、2位に大差をつけて1年でJ1に復帰した。
J1に復帰した2012年は、新たに就任したランコ・ポポヴィッチ監督から「日本でNo.1のGK」と全幅の信頼を寄せられ、レギュラーを確保。しかし、「塩田との間に差は無い」とも評され、2013年の天皇杯では塩田の好守でチームがベスト4に進出する中、出場機会は無かった。また、2012年12月にドイツ・シュトゥットガルトとイタリア・エラス・ヴェローナの練習に参加した。
2014年は高いセーブ率で 失点の大幅減に成功。2015年より塩田の退団に伴い背番号を「1」へ変更。1stステージでは全試合フル出場を続けたが、同年7月にオーバートレーニング症候群を発症し、離脱。3ヶ月ほどで復調の兆しを見せたが、戦列には復帰できなかった。

### SVホルン
復活を期すクラブの了承の下、本田圭佑の熱望を受けて2016年1月にオーストリア・SVホルンへ期限付き移籍。初先発となった3月4日、第17節SKラピード・ウィーンⅡ戦で完封勝利したが、続く同月11日第18節SVオーバーヴァルト戦で右脛骨を骨折。2015-16シーズン中の回復は間に合わず、同シーズンの出場はこの2試合に留まったが、権田はホルンの日本人新監督濱吉正則の指導に戸惑うオーストリア選手との橋渡し役を務め 信頼を集めた。
2016-17シーズン第6節ウィーナー・ノイシュタット戦で5ヶ月ぶりに復帰した。リーグ中断期間にあたる2016年12月でSVホルンとのレンタル契約が終了したためFC東京にレンタルバックした。
FC東京とは2017年末までの契約を残していたが、2017年1月、ヨーロッパでのプレーを希望して契約解除を申し出た。クラブは権田の意向を尊重する方針だったため合意解除となった。

### サガン鳥栖
ヨーロッパでの移籍先が見つからず、2017年2月に帰国。夏の移籍期間まで無所属となることを覚悟していたが、サガン鳥栖から熱意あるオファーが届き、同クラブへ移籍加入。古巣との初対戦となったJ1第5節のFC東京戦では、古巣サポーターへ不義理な移籍を謝罪し、感謝を述べた。
2018年、チームは残留争いに巻き込まれるもののリーグ戦34試合にフル出場。最後まで懸命にゴールマウスを守りチームのJ1残留に貢献した。シーズン終了後に行われたチームメイトによる投票により、2018年のチームMVPに選出された。

### ポルティモネンセSC
2019年1月29日、ポルトガル1部のポルティモネンセSCへ移籍する事を発表した。5月17日、最終節のSCブラガ戦で移籍後初出場を果たした。
2019-2020シーズンは、中盤からレギュラーに定着し15試合に出場した。
しかし翌シーズンは主に若手のサムエル・ポルトガルにレギュラーの座を譲った。

### 清水エスパルス
2020年12月25日、清水エスパルスに期限付き移籍。背番号は37に決まった。加入後からレギュラーを争奪し、リーグ開幕戦鹿島アントラーズ戦では先発に抜擢。鳥栖時代の2018年のJリーグ最終節以来、約2年ぶりのJリーグ出場を果たすと、鹿島の猛攻をビッグセーブで防ぎチーム6年ぶりの開幕戦勝利ならびに9年ぶりのカシマスタジアムでの勝利に貢献した。
2021年12月23日、清水エスパルスへの完全移籍が発表され、背番号も21に変更することが発表された。
2022年5月7日の川崎フロンターレ戦でJ1通算300試合出場を達成した。
2023年シーズンから自身の息子の誕生日5月7日にちなんだ背番号57に変更することを発表した。
2024年11月8日、同シーズン限りで退団することが発表された。
デブレツェニVSC
2025年3月31日、ハンガリー1部リーグ、デブレツェニVSCに完全移籍を発表。

### 日本代表
ユースではU-17日本代表に選ばれAFC U-17選手権2004で日本のゴールマウスを守った。
2007 FIFA U-20ワールドカップには香川真司と共に飛び級で選出されたが、メンバー発表後に後十字靭帯を損傷し、出場を辞退。
2008年、U-19日本代表の主将として2009 FIFA U-20ワールドカップアジア地区予選を兼ねたAFC U-19選手権（サウジアラビア）に臨んだ。準々決勝の韓国戦では好セーブを連発したものの 0-3と完敗。結果として日本が7大会連続で出場し続けていたU-20ワールドカップへの出場権を取り逃すという苦い経験をした。試合後には悔し涙を流しながらもTVインタビューに対応し、主将として責任感の強い部分を見せた。この年FC東京は権田との契約を複数年延長し、将来のチームの大黒柱候補としての期待の大きさを伺わせた。
2009年12月21日にはアジアカップ最終予選・イエメン代表戦に向けたA代表に初招集され、2010年1月6日の試合では先発出場を果たし国際Aマッチデビューを飾った。
2010年9月30日には、アルベルト・ザッケローニ新監督の日本代表にも選出された。ここでの出場機会は得られなかったが、その後、ザッケローニはインタビューにおいて「たとえば権田。FC東京でプレーする1990年生まれのGKで、日本代表では第3GKだが、素晴らしい将来性がある。」と、大きな期待を示し、翌年開催のAFCアジアカップにも第3GKとして招集された。
アジアカップ以後は世代別代表を優先し、副将として チームのまとめ役を担った。2012年7月2日、ロンドンオリンピックに臨むU-23日本代表に選出された。本大会ではグループリーグでのベストGKとの声が挙がる活躍で、4試合連続無失点を記録し ベスト4入りに貢献。しかし、準決勝と3位決定戦では自身の判断ミスも重なって 連敗し44年ぶりのメダル獲得を逃した。
2014年に開催された2014 FIFAワールドカップにも第3GKとして招集されたが、本大会での出場機会はなくチームもグループリーグで敗退した。
2015年3月27日、Jリーグでの出色の出来を認められヴァイッド・ハリルホジッチ新体制においてA代表復帰。同月の親善試合チュニジア代表戦で完封勝利を飾った。7月30日には東アジアカップ2015の代表メンバーに選出されたが、コンディション不良（後述）により辞退。
2018年、森保一新体制の初陣であるキリンチャレンジ杯において、3年ぶりに招集された。10月12日に行われたパナマ戦に出場し、無失点に抑えた。
2019年、AFCアジアカップ2019では、ターンオーバーで挑んだグループリーグ1試合を除く6試合にレギュラーとして出場。大会当初は鳥栖所属でレギュラー唯一のJリーガーだったが、決勝戦の前にポルトガルのポルティモネンセへの移籍を発表し、これにより決勝戦のカタール戦では、日本代表史上初のスタメン全員海外組となった。
2021年3月25日の韓国代表戦にスタメン出場し、3-0で勝利。これにより国際Aマッチ出場8試合連続無失点となり、楢﨑正剛が持っていた日本記録を更新した。
2022年11月1日、2022 FIFAワールドカップに臨む日本代表に選出された。なお、2018 FIFAワールドカップのメンバーには選出されていないため、日本代表において1大会をまたいでのW杯選出は初めてとなった。初戦のドイツ戦でスタメン出場を果たし、川口能活、楢崎正剛、川島永嗣に次いでゴールキーパーとしてワールドカップに出場した史上4人目の日本人となった。試合では前後半通じて26本のシュートを浴びながら、日本のゴールを死守し逆転勝利に貢献してMVPに選ばれた。チームは決勝トーナメント1回戦で敗れたが、ベスト16進出に貢献した。
第二次森保ジャパンとなった2023年、契約更新した自身所属の清水がJ2降格を喫したことが影響し、森保監督は「日本の最高峰はJ1。優先順位をつけなければ」と話し、より高いレベルで戦っていくことを見据え、日程面なども考慮した上で招集を見送る方針を示唆。2022カタールW杯以降、代表招集は見送られることとなった。

## 家族
- 父の権田哲也は慶應義塾體育會バスケットボール部のOBでNKKシーホークスでプレーした元バスケットボール選手[84]。2020年まで慶應義塾體育會バスケットボール部の監督を務めた[85][86]。慶應義塾中等部、慶應義塾高等学校、慶應義塾大学法学部法律学科卒業[87]。
- 弟の権田隆人も慶應義塾體育會バスケットボール部のOBでB3リーグ・東京サンレーヴスなどに所属したバスケットボール選手[86][88][89]。2021年から慶應義塾體育會バスケットボール部のアシスタントコーチを務めている[90]。慶應義塾高等学校、慶應義塾大学法学部政治学科卒業[91]。
- 2010年12月にネイリストの篠田裕美と結婚した[92]。その後、妻は権田裕美としてヨガインストラクターを務めている[93]。ももいろクローバーZの大ファンであり、サッカーのオフシーズンには家族を連れてライブに足を運ぶ[94]。夫（権田修一）も「好きな女性タレント」に「ももクロ」を挙げたことがある[95]。ちなみに1歳年下の妻とは高校時代の先輩と後輩の関係であり、その当時から交際していた[96]。2013年5月7日には長男が誕生している。

## エピソード
- 好きなサッカー選手はデンマークのピーター・シュマイケル[2][1]、「守りながら常に攻撃のことを考えている」ドイツのマヌエル・ノイアー[97]、ビルドアップに長けるマルク＝アンドレ・テア・シュテーゲン[98]。目標にしている選手はオーストリアのロベルト・アルマー[99]。ホルンではスロベニア代表GKコーチニハード・ペコヴィッチの指導を受けており、兄弟子に当たる同代表GKサミール・ハンダノヴィッチ及びヤン・オブラクを参考にしている[100]。
- 「（身体が資本の）サッカー選手として、何でも食べられるようにしておくことは大切」と語るが、ニンジンが苦手[101]。
- 2014年まで通訳として日本代表に帯同した矢野大輔は、権田のフォアザチームの姿勢を認め、円陣を組む際には権田の隣に入ることを験担ぎにしていた[102]。
- 通常、日本代表では一度につき3名のGKが招集されるが、2015年当時は4名が招集されていた[103]。しかし公式戦でベンチ入りできるGKは3名なので一人はベンチ外になり、同年6月の2018 FIFAワールドカップ・アジア2次予選シンガポール代表戦では権田がベンチ外になった[104]。権田はチーム、個人とも好調で自信と手応えを持っていただけに、この扱いにショックを受け、「上り詰めるための方法が分からなくなって（権田談）」FC東京のマッシモ・フィッカデンティ監督とも衝突したという[105]。権田はこの約1ヵ月後にオーバートレーニング症候群を発症[106]。ハリルホジッチ日本代表監督は「毎回GKを4名呼ぶ」と明言していたが[103]、この件以降、基本的には[注 10]3名の招集が続いた。
- W杯複数の大会で登録メンバーに入った選手は大勢いるが、連続ではなく、落選した大会を挟んでの複数回選出は今のところ権田（2大会ぶり2度目）だけである。

## 所属クラブ
- 1995年 - 2000年 さぎぬまSC[108]（世田谷区立弦巻小学校）[2]
- 2001年 - 2003年 FC東京U-15（世田谷区立弦巻中学校）[2]
- 2004年 - 2006年 FC東京U-18（国士舘高等学校）[2]
  - 2004年 - 2006年 FC東京（2種登録）
- 2007年 - 2016年 FC東京
  - 2016年 SVホルン（期限付き移籍）
- 2017年 - 2018年 サガン鳥栖
- 2019年 - 2021年 ポルティモネンセSC
  - 2021年 清水エスパルス　(期限付き移籍)
- 2022年 - 2024年 清水エスパルス
- 2025年3月 - デブレツェニVSC

## 個人成績
| 国内大会個人成績 | 国内大会個人成績 | 国内大会個人成績 | 国内大会個人成績 | 国内大会個人成績 | 国内大会個人成績 | 国内大会個人成績 | 国内大会個人成績 | 国内大会個人成績 | 国内大会個人成績 | 国内大会個人成績 | 国内大会個人成績 |
| 年度             | クラブ           | 背番号           | リーグ           | リーグ戦         | リーグ戦         | リーグ杯         | リーグ杯         | オープン杯       | オープン杯       | 期間通算         | 期間通算         |
| 年度             | クラブ           | 背番号           | リーグ           | 出場             | 得点             | 出場             | 得点             | 出場             | 得点             | 出場             | 得点             |
| 日本             | 日本             | 日本             | 日本             | リーグ戦         | リーグ戦         | リーグ杯         | リーグ杯         | 天皇杯           | 天皇杯           | 期間通算         | 期間通算         |
| ---------------- | ---------------- | ---------------- | ---------------- | ---------------- | ---------------- | ---------------- | ---------------- | ---------------- | ---------------- | ---------------- | ---------------- |
| 2007             | FC東京           | 34               | J1               | 0                | 0                | 0                | 0                | 0                | 0                | 0                | 0                |
| 2008             | FC東京           | 19               | J1               | 0                | 0                | 0                | 0                | 0                | 0                | 0                | 0                |
| 2009             | FC東京           | 20               | J1               | 34               | 0                | 10               | 0                | 1                | 0                | 45               | 0                |
| 2010             | FC東京           | 20               | J1               | 30               | 0                | 7                | 0                | 2                | 0                | 39               | 0                |
| 2011             | FC東京           | 20               | J2               | 20               | 0                | -                | -                | 5                | 0                | 25               | 0                |
| 2012             | FC東京           | 20               | J1               | 31               | 0                | 0                | 0                | 0                | 0                | 31               | 0                |
| 2013             | FC東京           | 20               | J1               | 33               | 0                | 2                | 0                | 0                | 0                | 35               | 0                |
| 2014             | FC東京           | 20               | J1               | 33               | 0                | 0                | 0                | 3                | 0                | 36               | 0                |
| 2015             | FC東京           | 1                | J1               | 22               | 0                | 5                | 0                | 0                | 0                | 27               | 0                |
| オーストリア     | オーストリア     | オーストリア     | オーストリア     | リーグ戦         | リーグ戦         | リーグ杯         | リーグ杯         | オーストリア杯   | オーストリア杯   | 期間通算         | 期間通算         |
| 2015-16          | ホルン           | 33               | レギオナル       | 2                | 0                | -                | -                | -                | -                | 2                | 0                |
| 2016-17          | ホルン           | 33               | エアステ         | 15               | 0                | -                | -                | 1                | 0                | 16               | 0                |
| 日本             | 日本             | 日本             | 日本             | リーグ戦         | リーグ戦         | リーグ杯         | リーグ杯         | 天皇杯           | 天皇杯           | 期間通算         | 期間通算         |
| 2017             | 鳥栖             | 33               | J1               | 33               | 0                | 4                | 0                | 2                | 0                | 39               | 0                |
| 2018             | 鳥栖             | 20               | J1               | 34               | 0                | 3                | 0                | 4                | 0                | 41               | 0                |
| ポルトガル       | ポルトガル       | ポルトガル       | ポルトガル       | リーグ戦         | リーグ戦         | リーグ杯         | リーグ杯         | ポルトガル杯     | ポルトガル杯     | 期間通算         | 期間通算         |
| 2018-19          | ポルティモネンセ | 16               | プリメイラ       | 1                | 0                | -                | -                | -                | -                | 1                | 0                |
| 2019-20          | ポルティモネンセ | 16               | プリメイラ       | 14               | 0                | 1                | 0                | 3                | 0                | 18               | 0                |
| 2020-21          | ポルティモネンセ | 57               | プリメイラ       | 0                | 0                | 0                | 0                | 0                | 0                | 0                | 0                |
| 日本             | 日本             | 日本             | 日本             | リーグ戦         | リーグ戦         | リーグ杯         | リーグ杯         | 天皇杯           | 天皇杯           | 期間通算         | 期間通算         |
| 2021             | 清水             | 37               | J1               | 38               | 0                | 0                | 0                | 0                | 0                | 38               | 0                |
| 2022             | 清水             | 21               | J1               | 33               | 0                | 1                | 0                | 1                | 0                | 35               | 0                |
| 2023             | 清水             | 57               | J2               | 42               | 0                | 0                | 0                | 0                | 0                | 42               | 0                |
| 2024             | 清水             | 57               | J2               | 35               | 0                | 0                | 0                | 0                | 0                | 35               | 0                |
| ハンガリー       | ハンガリー       | ハンガリー       | ハンガリー       | リーグ戦         | リーグ戦         | リーグ杯         | リーグ杯         | オープン杯       | オープン杯       | 期間通算         | 期間通算         |
| 2024-25          | デブレツェニVSC  | 57               | NB I             | 4                | 0                | -                | -                | -                | -                | 4                | 0                |
| 通算             | 日本             | 日本             | J1               | 321              | 0                | 32               | 0                | 13               | 0                | 366              | 0                |
| 通算             | 日本             | 日本             | J2               | 97               | 0                | 0                | 0                | 5                | 0                | 102              | 0                |
| 通算             | オーストリア     | オーストリア     | エアステ         | 15               | 0                | -                | -                | 1                | 0                | 16               | 0                |
| 通算             | オーストリア     | オーストリア     | レギオナル       | 2                | 0                | -                | -                | 0                | 0                | 2                | 0                |
| 通算             | ポルトガル       | ポルトガル       | プリメイラ       | 15               | 0                | 1                | 0                | 3                | 0                | 19               | 0                |
| 通算             | ハンガリー       | ハンガリー       | NB I             | 4                | 0                | -                | -                | -                | -                | 4                | 0                |
| 総通算           | 総通算           | 総通算           | 総通算           | 454              | 0                | 33               | 0                | 22               | 0                | 509              | 0                |

- 2005年、2006年はユース所属[注 2]。

| 国際大会個人成績 | 国際大会個人成績 | 国際大会個人成績 | 国際大会個人成績 | 国際大会個人成績 |
| 年度             | クラブ           | 背番号           | 出場             | 得点             |
| AFC              | AFC              | AFC              | ACL              | ACL              |
| ---------------- | ---------------- | ---------------- | ---------------- | ---------------- |
| 2012             | FC東京           | 20               | 5                | 0                |
| 通算             | AFC              | AFC              | 5                | 0                |

その他の国際公式戦
- 2010年
  - スルガ銀行チャンピオンシップ2010 1試合0得点
- Jリーグ初出場 - 2009年3月7日 J1第1節 vsアルビレックス新潟（味の素スタジアム）
- J1・100試合出場 - 2013年4月6日 J1第5節 vs大宮アルディージャ（味の素スタジアム）
- プリメイラ・リーガ初出場 - 2019年5月17日 第36節 vsSCブラガ（エスタディオ・ムニシパル・デ・ブラガ）

## タイトル

### クラブ
FC東京U-15
- ナイキプレミアカップジャパン（2002年[6]）
- 日本クラブユースサッカー選手権 (U-15)大会（2003年[6]）

FC東京
- Jリーグカップ（2009年）
- J2リーグ（2011年）
- スルガ銀行チャンピオンシップ（2010年）
- 天皇杯全日本サッカー選手権大会（2011年）

SVホルン
- レギオナルリーガ：1回（2015-16年）

清水エスパルス
- J2リーグ（2024年）

日本代表
- モンテギュー国際大会（2004年）
- 北海道国際ユースサッカー大会（2004年）
- カタール国際ユーストーナメント（2008年）
- AFCアジアカップ（2011年）
- 東アジアカップ（2013年）

### 個人
- 日本クラブユースサッカー選手権 (U-15)大会 優秀選手（2003年[6]）
- フルーナベイヘン国際ユース大会 ベストGK賞（2008年[110]）
- J2リーグ ベストイレブン（2023）[111]
- J2リーグ フェアプレー個人賞（2023）[111]

## 選抜・代表歴
- 国際Aマッチ初出場 - 2010年1月6日 AFCアジアカップ2011最終予選 vsイエメン代表（アリー・ムフセン・スタジアム（英語版））

### 出場大会
- U-14日本ユース選抜
  - 2002年 - U14アジアユースフェスティバル[6]
- U-15日本代表
  - 2003年 - ブラジル日本友好カップ
- U-16日本代表
  - 2004年 - モンテギュー国際大会（優勝）
  - 2004年 - ミルクカップ（5位）
  - 2004年 - 北海道国際ユースサッカー大会（優勝）
  - 2004年 - AFC U-17選手権2004（GL敗退）
- U-17日本代表
  - 2005年 - サニックス杯（離脱）
- U-18日本代表
  - 2007年 - AFC U-19選手権予選
- U-19日本代表
  - 2008年 - カタール国際ユーストーナメント（優勝）
  - 2008年 -フルーナベイヘン国際ユース大会（7位[110]）
  - 2008年 - SBSカップ（準優勝）
  - 2008年 - 仙台カップ国際ユースサッカー大会（準優勝）
  - 2008年 - AFC U-19選手権2008（ベスト8）
- U-20日本代表
  - 2007年 - 2007 FIFA U-20ワールドカップ（離脱[注 6]）
  - 2009年 - 国際親善試合
- U-22日本代表
  - 2011年 - ロンドンオリンピックアジア二次予選、最終予選
- U-23日本代表
  - 2012年 - ロンドンオリンピックアジア最終予選
  - 2012年 - ロンドンオリンピック[72]（4位）
- 日本代表
  - 2010年 - AFCアジアカップ予選
  - 2011年 - AFCアジアカップ2011（優勝）、2014 FIFAワールドカップ・アジア3次予選
  - 2012年 - 2014 FIFAワールドカップ・アジア4次予選
  - 2013年 - 2014 FIFAワールドカップアジア4次予選、FIFAコンフェデレーションズカップ2013（GL敗退）、東アジアカップ2013（優勝）
  - 2014年 - 2014 FIFAワールドカップ（GL敗退）、AFCアジアカップ2015（予備登録[112]）
  - 2015年 - 2018 FIFAワールドカップ・アジア2次予選
  - 2016年 - 2018 FIFAワールドカップ・アジア3次予選予備登録
  - 2017年 - EAFF E-1フットボールチャンピオンシップ2017
  - 2019年 - AFCアジアカップ2019 、2022 FIFAワールドカップ・アジア2次予選
  - 2021年 - 2022 FIFAワールドカップ・アジア3次予選
  - 2022年 - キリンカップサッカー2022
  - 2022年 - 2022 FIFAワールドカップ（ベスト16）

### 試合数
- 国際Aマッチ 38試合 0得点（2010年 - 2022年）[65]

| 日本代表 | 国際Aマッチ | 国際Aマッチ |
| 年       | 出場        | 得点        |
| -------- | ----------- | ----------- |
| 2010     | 1           | 0           |
| 2011     | 0           | 0           |
| 2012     | 0           | 0           |
| 2013     | 1           | 0           |
| 2014     | 0           | 0           |
| 2015     | 1           | 0           |
| 2017     | 0           | 0           |
| 2018     | 2           | 0           |
| 2019     | 11          | 0           |
| 2020     | 2           | 0           |
| 2021     | 10          | 0           |
| 2022     | 10          | 0           |
| 通算     | 38          | 0           |

### 出場
| No. | 開催日         | 開催都市         | スタジアム                                   | 対戦国           | 結果      | 監督           | 大会                                                            |
| --- | -------------- | ---------------- | -------------------------------------------- | ---------------- | --------- | -------------- | --------------------------------------------------------------- |
| 1.  | 2010年1月5日   | サナア           | アリー・ムフセン・スタジアム                 | イエメン         | ○3-2      | 岡田武史       | AFCアジアカップ2011予選                                         |
| 2.  | 2013年7月25日  | 華城             | 華城競技場                                   | オーストラリア   | ○3-2      | ザッケローニ   | EAFF東アジアカップ2013                                          |
| 3.  | 2015年3月27日  | 大分             | 大分スポーツ公園総合競技場                   | チュニジア       | ○2-0      | ハリルホジッチ | キリンチャレンジカップ2015                                      |
| 4.  | 2018年10月12日 | 新潟             | デンカビックスワンスタジアム                 | パナマ           | ○3-0      | 森保一         | キリンチャレンジカップ2018                                      |
| 5.  | 2018年11月20日 | 豊田             | 豊田スタジアム                               | キルギス         | ○4-0      | 森保一         | キリンチャレンジカップ2018                                      |
| 6.  | 2019年1月9日   | ドバイ           | アール・ナヒヤーン・スタジアム               | トルクメニスタン | ○3-2      | 森保一         | AFCアジアカップ2019                                             |
| 7.  | 2019年1月13日  | アブダビ         | シェイク・ザイード・スタジアム               | オマーン         | ○1-0      | 森保一         | AFCアジアカップ2019                                             |
| 8.  | 2019年1月21日  | シャルジャ       | シャールジャ・スタジアム                     | サウジアラビア   | ○1-0      | 森保一         | AFCアジアカップ2019                                             |
| 9.  | 2019年1月24日  | ドバイ           | アール・マクトゥーム・スタジアム             | ベトナム         | ○1-0      | 森保一         | AFCアジアカップ2019                                             |
| 10. | 2019年1月28日  | アル・アイン     | ハッザーア・ビンザイード・スタジアム         | イラン           | ○3-0      | 森保一         | AFCアジアカップ2019                                             |
| 11. | 2019年2月1日   | アブダビ         | ザイード・スポーツシティ・スタジアム         | カタール         | ●1-3      | 森保一         | AFCアジアカップ2019                                             |
| 12. | 2019年9月5日   | 茨城             | 茨城県立カシマサッカースタジアム             | パラグアイ       | ○2-0      | 森保一         | キリンチャレンジカップ2019                                      |
| 13. | 2019年9月10日  | ヤンゴン         | トゥウンナ・スタジアム                       | ミャンマー       | ○2-0      | 森保一         | 2022 FIFAワールドカップ・アジア2次予選兼AFCアジアカップ2023予選 |
| 14. | 2019年10月10日 | さいたま         | 埼玉スタジアム2002                           | モンゴル         | ○6-0      | 森保一         | 2022 FIFAワールドカップ・アジア2次予選兼AFCアジアカップ2023予選 |
| 15. | 2019年10月15日 | ドゥシャンベ     | ドゥシャンベ・セントラル・スタジアム         | タジキスタン     | ○3-0      | 森保一         | 2022 FIFAワールドカップ・アジア2次予選兼AFCアジアカップ2023予選 |
| 16. | 2019年11月14日 | ビシュケク       | ドレン・オムルザコフ・スタジアム             | キルギス         | ○2-0      | 森保一         | 2022 FIFAワールドカップ・アジア2次予選兼AFCアジアカップ2023予選 |
| 17. | 2020年10月9日  | ユトレヒト       | スタディオン・ハルヘンワールト               | カメルーン       | △0-0      | 森保一         | 国際親善試合                                                    |
| 18. | 2020年11月13日 | グラーツ         | メルクール・アレーナ                         | パナマ           | ○1-0      | 森保一         | 国際親善試合                                                    |
| 19. | 2021年3月25日  | 横浜             | 日産スタジアム                               | 韓国             | ○3-0      | 森保一         | 国際親善試合                                                    |
| 20. | 2021年3月30日  | 千葉             | フクダ電子アリーナ                           | モンゴル         | ○14-0     | 森保一         | 2022 FIFAワールドカップ・アジア2次予選兼AFCアジアカップ2023予選 |
| 21. | 2021年6月7日   | 大阪             | パナソニックスタジアム吹田                   | タジキスタン     | ○4-1      | 森保一         | 2022 FIFAワールドカップ・アジア2次予選兼AFCアジアカップ2023予選 |
| 22. | 2021年6月11日  | 神戸             | ノエビアスタジアム神戸                       | セルビア         | ○1-0      | 森保一         | キリンチャレンジカップ2021                                      |
| 23. | 2021年9月2日   | 大阪             | パナソニックスタジアム吹田                   | オマーン         | ●0-1      | 森保一         | 2022 FIFAワールドカップ・アジア3次予選                          |
| 24. | 2021年9月8日   | ドーハ           | ハリーファ国際スタジアム                     | 中国             | ○1-0      | 森保一         | 2022 FIFAワールドカップ・アジア3次予選                          |
| 25. | 2021年10月8日  | ジッダ           | キング・アブドゥッラー・スポーツシティ       | サウジアラビア   | ●0-1      | 森保一         | 2022 FIFAワールドカップ・アジア3次予選                          |
| 26. | 2021年10月12日 | さいたま         | 埼玉スタジアム2002                           | オーストラリア   | ○2-1      | 森保一         | 2022 FIFAワールドカップ・アジア3次予選                          |
| 27. | 2021年11月11日 | ハノイ           | ミーディン国立競技場                         | ベトナム         | ○1-0      | 森保一         | 2022 FIFAワールドカップ・アジア3次予選                          |
| 28. | 2021年11月16日 | マスカット       | スルタン・カーブース・スポーツコンプレックス | オマーン         | ○1-0      | 森保一         | 2022 FIFAワールドカップ・アジア3次予選                          |
| 29. | 2022年1月27日  | さいたま         | 埼玉スタジアム2002                           | 中国             | ○2-0      | 森保一         | 2022 FIFAワールドカップ・アジア3次予選                          |
| 30. | 2022年2月1日   | さいたま         | 埼玉スタジアム2002                           | サウジアラビア   | ○2-0      | 森保一         | 2022 FIFAワールドカップ・アジア3次予選                          |
| 31. | 2022年3月24日  | シドニー         | スタジアム・オーストラリア                   | オーストラリア   | ○2-0      | 森保一         | 2022 FIFAワールドカップ・アジア3次予選                          |
| 32. | 2022年6月6日   | 東京             | 国立競技場                                   | ブラジル         | ●0-1      | 森保一         | キリンチャレンジカップ2022                                      |
| 33. | 2022年9月23日  | デュッセルドルフ | デュッセルドルフ・アレーナ                   | アメリカ合衆国   | ○2-0      | 森保一         | 国際親善試合                                                    |
| 34. | 2022年11月17日 | ドバイ           | アール・マクトゥーム・スタジアム             | カナダ           | ●1-2      | 森保一         | 国際親善試合                                                    |
| 35. | 2022年11月23日 | ライヤーン       | ハリーファ国際スタジアム                     | ドイツ           | ○2-1      | 森保一         | 2022 FIFAワールドカップ                                         |
| 36. | 2022年11月27日 | ライヤーン       | アフメド・ビン＝アリー・スタジアム           | コスタリカ       | ●0-1      | 森保一         | 2022 FIFAワールドカップ                                         |
| 37. | 2022年12月2日  | ライヤーン       | ハリーファ国際スタジアム                     | スペイン         | ○2-1      | 森保一         | 2022 FIFAワールドカップ                                         |
| 38. | 2022年12月6日  | アル＝ワクラ     | アル・ジャヌーブ・スタジアム                 | クロアチア       | △1-1.1PK3 | 森保一         | 2022 FIFAワールドカップ                                         |

## 関連情報

### 書籍
- 『サッカー GKの教科書』実業之日本社、2015年。ISBN 978-4-408-45557-0。

### 出演

#### テレビ・ラジオ番組
- やべっちFC〜日本サッカー応援宣言〜 第377回（2010年2月28日、テレビ朝日）
  - J1各クラブの代表者がリフティングのテクニックを競うコーナー「テク1グランプリ」に参加[113][注 11]。
- GET SPORTS 第629回（2012年1月29日、テレビ朝日）[114]
- ドリームオファー〜一流アスリートにムチャなお願いしちゃいました!SP〜 第2回（2012年12月1日、フジテレビ）
  - ハンドボール選手の宮﨑大輔とPK対決[115]。
- テレビスポーツ教室「サッカー（3）」（2014年4月6月、NHK Eテレ） - 講師